# Sainte-Gemme-Moronval
Sainte-Gemme-Moronval è un comune francese di 976 abitanti situato nel dipartimento dell'Eure-et-Loir nella regione del Centro-Valle della Loira.

## Società

### Evoluzione demografica
Abitanti censiti